# Актобе (Аксуский район)
Актобе (каз. Ақтөбе) — село в Аксуском районе Жетысуской области Казахстана. Входит в состав Суыксайского сельского округа. Код КАТО — 193277200.

## Население
В 1999 году население села составляло 129 человек (61 мужчина и 68 женщин). По данным переписи 2009 года, в селе проживало 125 человек (64 мужчины и 61 женщина).